# Gerald Anderson (ciclista)
Gerald C. Anderson foi um ciclista britânico que competiu nos Jogos Olímpicos de 1908.